# Etiqueta d'eficiència energètica

Exemple d'etiqueta sobre energia consumida (versió 1993)

Etiqueta europea d'energia consumida (versió 2011)

L'etiqueta d'eficiència energètica o etiqueta energètica és una fitxa destinada al consumidor que resumeix les característiques d'un producte, en particular la seva despesa energètica, amb la finalitat de facilitar l'elecció entre els diferents models.
L'eficiència energètica dels aparells s'avalua en termes de classes d'eficàcia energètica senyalats de l'A++ a la G. La classe A++ és aquella amb un rendiment òptim, la G la menys eficaç. Però totes les categories d'aparells no comporten pas encara les classes A+ i A++. El nombre de classes d'eficàcia actualment en són set.
En en cas dels electrodomèstics, l'eficiència energètica està fortament influïda per l'eficiència elèctrica.
Introduït el 1992 per la major part dels aparells electrodomèstics, aquest principi després s'ha estès a altres dominis com els dels automòbils i l'immobiliari. El nom de cada segment d'eficiència s'anomenava amb les lletres de l'alfabet ordenades. Des de la màxima eficiència, A, fins a la menor eficiència, G. Cada fracció tenia un color assignat, tal com es veu en les imatges.

## Context jurídic
Segons la directiva 92/75/CEE del Consell de data 22 de setembre de 1992, la major part dels electrodomèstics i làmpades elèctriques han de dur una etiqueta energètica. L'objectiu d'aquesta Directiva és permetre l'harmonització de les mesures nacionals sobre la publicació, sobretot mitjançant l'etiquetatge i la informació del producte, d'informació sobre el consum d'energia i d'altres recursos essencials, i informació addicional sobre determinats tipus d'electrodomèstics, permetent així als consumidors triar aparells més eficients energèticament. L'any 1993 hom va crear una etiqueta universal amb set segments consecutius corresponents a eficiència energètica.
En principi els aparells domèstics que els fabricants estaven obligats a etiquetar eren: Refrigeradors, congeladors i combinacions; rentadores, assecadores i combinacions; rentaplats; forns; escalfadors d'aigua i aparells d'emmagatzematge d'aigua calenta; fonts d'il·luminació; aparells d'aire condicionat i bombes de calor.
A partir de 2011 una nova Directiva europea va decidir implantar una nova etiqueta energètica.

### Etiqueta
Les etiquetes energètiques tenen almenys quatre parts:
- Les referències de l'aparell: amb el model i el fabricant.
- La classe energètica : un codi de color associat a una lletra (d'A++ a G) que dona una idea del consum energètic de l'aparell.
- Consum, eficàcia capacitat, etc : reagrupa informació diversa segons el tipus d'aparell.
- El soroll: en decibels.